# Bettendorf (Lussemburgo)
Bettendorf (lussemburghese: Bettenduerf) è un comune del Lussemburgo orientale. Fa parte del cantone di Diekirch, nel distretto omonimo. 
Nel 2001, la città di Bettendorf, capoluogo del comune che si trova al centro del suo territorio, aveva una popolazione di 1 045 abitanti. Le altre località che fanno capo al comune sono Bleesbruck, Gilsdorf e Moestroff.